# Elton Hayes
Elton Hayes (16 de febrero de 1915 – 23 de septiembre de 2001) fue un actor y guitarrista británico.

## Biografía
Nacido en Bletchley, Inglaterra, sus padres eran actores, lo cual facilitó que actuara en el teatro por primera vez a los nueve años de edad. Él también quería ser actor, pero además aprendió a tocar el violín y el ukelele. En su adolescencia estudió en la Escuela de Arte Dramático Fay Compton, donde recibió una extensa educación teatral. 
Su primer trabajo fue como ayudante de dirección en la Compañía Old Stagers del Teatro Canterbury, además de cantar en su tiempo libre en locales sociales.
Hayes se inició con la guitarra poco antes del comienzo de la Segunda Guerra Mundial al aceptar una de ellas como garantía de la devolución de un préstamo que había hecho a un amigo. Las guitarras le dieron fama más adelante, al acompañarse de ellas cuando interpretaba canciones inglesas folk y baladas. Hayes se presentó voluntario para servir en las Fuerzas Armadas en 1939, siendo destinado al Regimiento Royal West Kent y enviado a la India. Tras la rendición japonesa viajó a Bombay, donde formó parte de la Entertainments National Service Association destacada en Rawalpindi.
A pesar de contraer fiebre reumática, la cual agarrotaba sus dedos, él siguió tocando. Pocos días tras su vuelta a Gran Bretaña visitó la BBC, todavía de uniforme, para ver una emisión de "Children's Hour", siendo inmediatamente aceptado para escribir e interpretar un espacio en dicho programa basado en las Rimas sin sentido de Edward Lear. Poco después, en 1946, tuvo una actuación regular en el show de BBC Radio "In Town Tonight". A partir de entonces trabajó con frecuencia en la radio y en la televisión británicas. Además, en una gira de ocho semanas por Norteamérica, hizo un total de 113 actuaciones.  
Grabó su canción del número basado en el poema de Edward Lear El búho y el gatito, tema que con regularidad era emitido en el programa de la BBC "Children's Favourites", al igual que ocurría con The Whistling Gypsy.  
Posteriormente tuvo shows televisivos propios: 
- Elton Hayes - He Sings to a Small Guitar
- Close Your Eyes
- Tinker's Tales

Como actor intervino en: 
- The Beaux Stratagem, en el Teatro Lyric de Londres, durante 18 meses a partir de 1949.
- The Story of Robin Hood and His Merrie Men (1952, de Walt Disney Pictures), film en el que interpretaba a Alan-a-Dale, y para el cual compuso parte de la banda sonora.
- The Black Knight (1954), una variación de la historia del Rey Arturo, film producido por Irving Allen y Albert Broccoli, y protagonizado por Alan Ladd.

Hayes se ponía muy nervioso antes de actuar en directo, motivo por el cual se retiró del mundo del espectáculo en los años sesenta. Compró una pequeña propiedad en el límite entre Essex y Suffolk y, tras estudiar en un centro de enseñanza agrícola, se hizo granjero, dedicándose a la cría de ganado. 
Tras sufrir un ictus en 1995, Hayes hubo de dejar su granja e ir a vivir con unos amigos, que le cuidaron hasta el momento de su fallecimiento, ocurrido en Bury St. Edmonds, Inglaterra, en 2001. Estuvo casado con Betty Inman, desde 1942 hasta 1982, año en que ella falleció.